# Симаков, Борис Степанович
 Борис Степанович Симаков (25.12.1925 — 22.01.1978) — советский военный деятель, старший инспектор мотострелковых войск Сухопутных войск (04.1973-12.1978). генерал-майор (1971).

## Биография
Родился 25 декабря 1925 года в с. Нижние Бузули Свободненского района Амурской области.
В ВС СССР с декабря 1942 года. Проходил службу в должности сержанта
в 24-й окружной школе снайперов Дальневосточного фронта.
Выпускник Владивостокского пехотного училища (1947), Военной академии им. М. В. Фрунзе (заочно) (1961).
Прошел последовательно должности от командира курсантского взвода
до командира дивизии:
- 129-й учебной мотострелковой дивизии, ДВО (1965—1967);
- начальник штаба 135-й мотострелковой дивизии, ДВО (1967—1970) планировал и руководил боевыми действиями в конфликте на острове Доманском.;
- командир 197-й мотострелковой дивизии, г. Урюпинск, СКВО (02-04.1970)[1].   Под руководством Симакова Б. С. 19 февраля 1970 года дивизия была отмобилизована для участия в учениях «Двина». На укомплектование дивизии прибыло 10117 человек приписного состава. В период с 25 февраля по 5 марта части и подразделения совершили комбинированный марш в район учений на территории Белоруссии[1].
- 25.04.1970-18.04.1972 Полковник, генерал-майор. Командир 9-й Краснодарской Краснознамённой орденов Кутузова и Красной Звезды мотострелковой дивизии[1][2]. Начальник Майкопского гарнизона. СКВО. (Майкоп, Адыгейская АО, СССР). Избирался Членом Адыгейского обкома КПСС, депутатом Адыгейского областного совета и Краснодарского краевого совета[1].

В условиях обострения отношений с Китаем, по приказу ГШ ВС СССР Симаков Б. С. отмобилизовал первый штат дивизии в Майкопе и под номером 113 перегруппировал в Итатку. Позднее стала 62-й мотострелковой дивизией.
- командир 62-й мотострелковой дивизии, пос. Итатка, Томская область, СибВО (04.1972 — 04.1973);
- 04.1973-12.01.1978 — старший инспектор мотострелковых войск Сухопутных войск
- Умер 22 января 1978 при исполнении служебных обязанностей в результате кровоизлияния в головной мозг.
- Похоронен на Кунцевском кладбище г. Москвы

## Награды
- Орден Отечественной войны II степени
- Орден Красной Звезды
- Медаль «За отличие в охране государственной границы СССР»
- Медаль «За боевые заслуги»
- Медаль «В ознаменование 100-летия со дня рождения Владимира Ильича Ленина» (6 апреля 1970)
- Медаль «За победу над Германией в Великой Отечественной войне 1941—1945 гг.»[4]
- Медаль «За победу над Японией»[4]
- Юбилейная медаль «Двадцать лет Победы в Великой Отечественной войне 1941—1945 гг.» (7 мая 1965[5])
- Юбилейная медаль «Тридцать лет Победы в Великой Отечественной войне 1941—1945 гг.»[6][7]
- Медаль «Сорок лет Победы в Великой Отечественной войне 1941—1945 гг.»[8]
- Медаль «Ветеран Вооружённых Сил СССР»
- Медаль «30 лет Советской Армии и Флота»[9]
- Юбилейная медаль «40 лет Вооружённых Сил СССР»[10]
- Юбилейная медаль «50 лет Вооружённых Сил СССР» (26 декабря 1967[11])
- Юбилейная медаль «60 лет Вооружённых Сил СССР» (28 января 1978[12])
- Юбилейная медаль «70 лет Вооружённых Сил СССР» (28 января 1988[13])
- Медаль «За безупречную службу» I степени
- Знак «Гвардия»
- Знак МО СССР «25 лет Победы в Великой Отечественной войне» (24 апреля 1970)
- 15.03.1971	Медаль «50 лет Монгольской Народной Армии»[14]
- 08.01.1976	Медаль «30 лет Победы над милитаристской Японией»[3]

## Память
- Его имя увековечено в Главном Храме Вооружённых сил России, и навсегда запечатлено на мемориале «Дорога Памяти»[15].
- На могиле Кунцевского кладбища установлен надгробный памятник